# Craig Shergold
Craig Shergold (* 24. Juni 1979 in Carshalton, Surrey; † 21. April 2020) war ein britischer ehemaliger Krebspatient, der schätzungsweise 350 Millionen Grußkarten erhalten hat, was ihm einen Platz im Guinness-Buch der Rekorde einbrachte. Abwandlungen der Bitte um Grußkarten in seinem Namen aus dem Jahr 1989 werden immer noch über das Internet verbreitet.

## Leben
1989 wurde bei Craig Shergold ein unheilbarer Hirntumor diagnostiziert. Freunde und Verwandte Shergolds starteten eine Kettenbrief-Kampagne, in der sie Menschen dazu aufriefen, ihm Grußkarten zu schicken. Ziel war es, den bisherigen Rekord von 1.000.065 erhaltenen Grußkarten im Guinness-Buch der Rekorde zu übertreffen. Craig erhielt Grußkarten aus der ganzen Welt, darunter auch von Prominenten wie Madonna und Arnold Schwarzenegger.
Die Kampagne war erfolgreich und Shergold wurde 1991 in das Guinness-Buch der Rekorde aufgenommen, da er bis Mai 1990 16.250.692 Grußkarten erhalten hatte. 1992 wurde er erneut in das Guinness-Buch der Rekorde aufgenommen, da er bis Mai 1991 33 Millionen Karten erhalten hatte.
Shergolds Krebserkrankung verschlimmerte sich und seine Ärzte schätzten, dass er nur noch wenige Wochen zu leben hatte. Sie schlugen der Familie vor, ihn für die letzten Wochen nach Hause zu holen. Der amerikanische Milliardär John Kluge, Gründer von Metromedia, erfuhr von Shergolds Krankheit und arrangierte für ihn eine Reise in die USA, um sich dort einer neuartigen Operation zu unterziehen. Er wurde 1991 am University of Virginia Medical Center operiert, wo ein Arzt den Tumor bis auf ein gutartiges Fragment fast vollständig entfernen konnte. Shergold wuchs zu einem gesunden Erwachsenen heran.
Auch nach seiner Genesung zirkulierte der Kettenbrief weiter und Millionen von Grußkarten gingen bei Shergold zu Hause ein. Shergold schätzte, dass er bis 1998 insgesamt 250 Millionen Karten erhalten hat. Varianten des Kettenbriefs lauteten teilweise auf veränderte Namen wie „Craig Shelford“, „Craig Stafford“, „Craig Shefford“, „Greg Sherwood“ oder, eine besonders in Polen beliebte Version, „Draing Sherold“.
Aufgrund des hohen Postaufkommens gab die Royal Mail Shergolds Wohnort eine eigene Postleitzahl. Um der Postflut zu entgehen, stellte die Familie die Postzustellung ein und zog später um. Im Laufe seines Lebens erhielt er etwa 350 Millionen Grußkarten. Als Erwachsener trat er nicht mehr in der Öffentlichkeit auf, außer um seinen neuen Wunsch zu äußern, die Post solle aufhören. Seit 2013 erhält er weiterhin Karten, die an seine alte Adresse geschickt werden. Die gesamte Post wird an ein Recyclingzentrum weitergeleitet.
Craig Shergold starb am 21. April 2020 an einer durch COVID-19 verursachten Lungenentzündung. Vor seiner Beerdigung wurde eine „Craig's Song Challenge“ ins Leben gerufen, um Geld für wohltätige Zwecke zu sammeln. Guinness World Records hat den Rekord zurückgezogen und darum gebeten, nicht mehr auf Anfragen nach Grußkarten zu antworten.

## Film
- The Miracle of the Cards, Regie Mark Griffiths, USA 2001, mit Thomas Brodie-Sangster als Craig Shergold.